# فرود سورنسن (دوچرخه‌سوار)
فرود سورنسن (دانمارکی: Frode Sørensen; ۸ فوریهٔ ۱۹۱۲ – ۱ اوت ۱۹۸۰) دوچرخه‌سوار اهل دانمارک بود.
وی در مسابقات کشوری و بین‌المللی در مجموع برندهٔ ۲ مدال نقره شده‌است.